# Obidowa
Obidowa [ɔbiˈdɔva] là một ngôi làng ở quận hành chính của Gmina Nowy Targ, trong Nowotarski, MAŁOPOLSKIE, ở miền nam Ba Lan. Nó nằm khoảng 10 kilômét (6 mi) phía bắc Nowy Targ và 58 km (36 mi) về phía nam thủ đô khu vực Kraków.
Ngôi làng có dân số xấp xỉ 750 người.